# Hemichoma atratum
Hemichoma atratum är en stekelart som först beskrevs av Günther Enderlein 1920.  Hemichoma atratum ingår i släktet Hemichoma och familjen bracksteklar. Inga underarter finns listade i Catalogue of Life.